# Юрай Колник
Юрай Колник (словац. Juraj Kolník; нар. 13 листопада 1980, Нітра, Чехословаччина) — чехословацький та словацький хокеїст.

## Кар'єра
Юрай розпочав свою кар'єру хокеїста у своєму рідному місті в молодіжному складі ХК «Нітра», дебютував в основному складі у Екстралізі в сезоні 1997/98 років. Два роки потому відіграв в клубі QMJHL «Рімускі Ошеанік». В сезоні 1999/2000 років виграв Президентський кубок (QMJHL), а потім виграв Меморіальний кубок. Також він став найкращим бомбардиром, набрав 133 очка, та увійшов до All-Star команди Меморіального кубка.
З 2000 по 2002 Колнік виступає за «Нью-Йорк Айлендерс», нью-йоркці обрали його в драфті НХЛ в четвертому раунді під 101 номером. В цей період він також виступав в командах Американської хокейної ліги: «Лоуелл-Лок Монстерс», «Спрінгфілд Фелконс» та «Бріджпорт Саунд Тайгерс», з клубом «Бріджпорт Саунд Тайгерс» в сезоні 2001/02 у фінальному раунді плей-оф за Кубок Колдера поступились в серії 1:4 «Чикаго Вулвс». З 2002 по 2007 роки виступав у «Флориді Пантерс» в (НХЛ), де перші три сезони він грав за фарм-клуб Сан-Антоніо Ремпедж. З 2005 по 2007 роки, Колнік виступав виключно в НХЛ за «пантер» — 151 матч, 85 очок (40 + 45).
З 2007 по 2010 роки Юрай грає у Національній лізі А за ХК «Серветт-Женева». Він був одним з найсильніших гравців ліги і обирався до команди зірок в 2008 і 2009 роках. Крім того, його визнавали найкращим асистентом чемпіонату 2009 року, а також найкращим бомбардиром. Входив до команди усіх зірок Кубка Шпенглера у 2009 році. В сезоні 2010/11 років виступав за московське «Динамо» у Континентальній хокейній лізі, зіграв тільки вісім ігор, в яких він закинув одну шайбу та зробив чотири результативні передачі. У листопаді 2011 року його контракт з «Динамо» розривають за взаємною згодою, після чого він повернувся в січні 2012 року до Швейцарії у ЦСК Лайонс (НЛА).
У сезоні 2012/13, він переходить до Рапперсвіль-Йона Лейкерс, але сезон закінчив у Національній лізі В в клубі «Лангнау Тайгерс». 
У 2015 завершив кар'єру гравця.

## Кар'єра (збірна)
Колнік у складі молодіжної збірної Словаччини взяв участь на молодіжному чемпіонаті світу в 2000 році та чемпіонатах світу 2004 та 2008 років.